# Rumigny, Somme
Rumigny là một xã ở tỉnh Somme, vùng Hauts-de-France, Pháp.

## Địa lý
Thị trấn này có cự ly khoảng 6 dặm Anh về phía nam của Amiens, trên đường D75.

## Dân số
| 1962                                                         | 1968 | 1975 | 1982 | 1990 | 1999 |
| ------------------------------------------------------------ | ---- | ---- | ---- | ---- | ---- |
| 317                                                          | 332  | 424  | 476  | 529  | 587  |
| Số liệu điều tra dân số từ năm 1962, dân số không tính trùng |      |      |      |      |      |